# Яременко, Людмила Леоновна
Людми́ла Лео́новна Яре́менко (урождённая Высо́цкая, укр. Людми́ла Лео́нівна Яре́менко (Висо́цька); род. 1930, Киев) — советская баскетболистка, мастер спорта СССР (1955), заслуженный тренер Украины.
Чемпион СССР (1949) и Украинской ССР, двукратная обладательница Кубка СССР (1950, 1951, призёр 1949 года).
В период выступлений за команду «Динамо» (Киев) была известна как Людмила Высоцкая.

## Семья
Родители — Леон Соломонович (Лейбиш Шлиомович) Высоцкий (1886—1974), инженер-химик, и Юдифь Овсеевна Высоцкая (1891—1953), врач. Леон Соломонович Высоцкий — основатель киевского завода «Химэфир» на Куренёвке, где организовал производство сложных эфиров; среди прочего занимался разработкой синтетических душистых веществ для косметической промышленности и растворов для покрытия обувной кожи, изобретатель киноклея для склейки лент при монтаже фильмов и разрывах киноплёнки, создатель рецептуры ледериновой бумаги. Его младший брат — Вольф Шлиомович (позже Владимир Семёнович) Высоцкий (1889—1962) — был отцом писателя Алексея Владимировича Высоцкого (1919—1977) и дедом поэта, актёра и автора-исполнителя песен Владимира Семёновича Высоцкого (1938—1980).
Людмила Яременко также приходится двоюродной тётей серебряному призёру чемпионата мира по академической гребле 1970 года в Сент-Кэтринсе (Канада) в восьмёрке Александру Алексеевичу Высоцкому и детской писательнице Ирэне Алексеевне Высоцкой.
В начале Великой Отечественной войны была с родителями эвакуирована в Егоршинский район Свердловской области.

## Спортивная биография
После окончания средней школы в 1947 году занялась баскетболом в спортивном обществе «Динамо» у заслуженного тренера СССР Миркияна Егорова, училась в автодорожном техникуме. В составе команды «Динамо» (Киев) стала обладательницей золотой медали на чемпионате СССР 1949 года. Дважды становилась обладательницей Кубка СССР (1950 и 1951), в 1949 году — призёр.
Выступала за сборную команду Украины на Первой Спартакиаде народов СССР в 1956 году.
После окончания киевского института физической культуры играла в гандбол и с 1961 по 1998 год работала тренером по баскетболу.